# Gianni Togni
Gianni Togni (Roma, 24 luglio 1956) è un cantautore e compositore italiano.
Raggiunse l'apice del successo nella prima metà degli anni ottanta; tra le sue canzoni più famose si possono citare Maggie (1980), Luna (1980), Semplice (1981), Attimi (1981), Vivi (1982), Per noi innamorati (1983) e Giulia (1984).

## Biografia

### Inizi e successo negli anni ottanta
Dopo alcune esperienze musicali, con l'album In una simile circostanza del 1975 (con testi del suo amico di scuola Guido Morra, che scriverà i testi di tutti gli album di Togni) e come supporter ai concerti dei Pooh (il bassista Red Canzian aveva prodotto i suoi primi dischi), ottiene un notevole successo nell'estate del 1980 con il singolo Luna inserito nell'album dal titolo lunghissimo ...e in quel momento, entrando in un teatro vuoto, un pomeriggio vestito di bianco, mi tolgo la giacca, accendo le luci e sul palco m'invento... Il brano raggiunge la prima posizione in hit parade, risultando il quarto singolo più venduto del 1980. 
La felice vena creativa e i successi proseguono anche negli anni successivi con gli album Le mie strade (1981), Bollettino dei naviganti (1982) e Gianni Togni (1983). Con Stile libero (1984) l'artista romano si dimostra attento e sensibile anche verso le nuove tecnologie e, tra i primi in Italia, pubblica l'album anche nella versione compact disc. Seguono Segui il tuo cuore nel 1985, e Di questi tempi nel 1987, che però ottengono meno successo rispetto agli album precedenti.
Un cambio di rotta avviene nel 1988 con l'album Bersaglio mobile, un album raffinato e complesso, suonato da musicisti come Manu Katché, Pino Palladino, Mel Collins, Bruno Illiano, Paolo Gianolio, registrato agli Umbi Studios da Maurizio Maggi, che si differenzia nettamente dalla precedente produzione di Togni.

### Anni 1990 e inizio anni 2000
Torna sulle scene nel 1992 con l'album Singoli e quattro anni più tardi con la raccolta Cari amori miei con la quale vince il disco d'oro. Sulla scia di questo successo, nel 1997 esce un nuovo lavoro di inediti, Ho bisogno di parlare. Gli anni successivi sono stati caratterizzati dalla ricerca da parte dell'artista di musicalità nuove che non sempre hanno incontrato il favore del pubblico.
Nel 1997 ha prodotto l'album Canzoni in corso di Massimo Ranieri per cui ha scritto i brani Ti parlerò d'amore e Mi troverai.
Gianni Togni ha anche scritto musical come Hollywood - Ritratto di un divo del 1998 con Massimo Ranieri e G. G., un musical su Greta Garbo commissionato dal Teatro Stabile di Stoccolma e andato in scena nel febbraio 2002, oltre a musiche per la televisione e il teatro.

### Il ritorno a metà degli anni 2000
Dopo nove anni di assenza, Togni torna sul mercato nel 2006 con l'album La vita nuova, con dieci brani inediti. È un album che si segnala per diversi fattori: la partecipazione di musicisti di fama internazionale (da Michael Landau a Stefano Di Battista, da Tollak a Lucrezio De Seta), la tecnologia cdNet che, una volta inserito il disco nel computer, consente di scaricare da Internet contenuti extra, e la contemporanea uscita del disco edito in vinile da 180 grammi, a tiratura limitata di mille copie.
Nello stesso anno la giuria del Montecarlo Film Festival assegna al film E guardo il mondo da un oblò di Stefano Calvagna il premio per la Migliore colonna sonora originale, da lui composta.
Nel novembre 2008 firma musiche e testi del musical Poveri ma belli, prodotto dal Teatro Sistina di Roma per la regia dell'amico Massimo Ranieri.

### Anni 2010
Nel 2012 scrive per Il Messaggero online la critica del Festival di Sanremo 2012.
Il 17 marzo 2015, a nove anni di distanza dal precedente, esce il suo nuovo album Il bar del mondo.
Il 9 dicembre 2015, su Radio Deejay, nella trasmissione Dee Notte condotta da Nicola e Gianluca Vitiello, viene diffusa la cover natalizia di Semplice, denominata Natale Semplice. Questa canzone è stata poi diffusa gratuitamente con il download possibile dal sito internet della radio dal 14 dicembre 2015. Negli ultimi 50 secondi della canzone, dopo i conduttori della trasmissione, è lo stesso Gianni Togni a cantare. Nel luglio 2017 riceve a Marina di Carrara il Premio Lunezia per la qualità musical-letteraria delle sue canzoni. 
Il 24 luglio 2019 annuncia il suo nuovo lavoro, in uscita a settembre: Futuro improvviso.

### Anni 2020
Il 28 ottobre 2022 Gianni Togni pubblica il primo album dal vivo della sua carriera discografica, dal titolo Gianni Togni Live. Il disco (che contiene 17 tracce fra cui i suoi più grandi successi) è stato registrato durante il suo tour live dello stesso anno.
Il 22 marzo 2024 viene annunciato un nuovo lavoro, in uscita il 19 aprile 2024: "Edizione straordinaria"., L'album è anticipato dal singolo "Parole in libertà",

## Filmografia
- E guardo il mondo da un oblò (2007)

## Discografia

### Album in studio
- 1975 – In una simile circostanza (IT, ZSLT 70026)
- 1980 – ...e in quel momento, entrando in un teatro vuoto, un pomeriggio vestito di bianco, mi tolgo la giacca, accendo le luci e sul palco m'invento... (Paradiso, PRD 20176)
- 1981 – Le mie strade (Paradiso, PRD 20241)
- 1982 – Bollettino dei naviganti (Paradiso, PRD 20307)
- 1983 – Gianni Togni (Paradiso, PRD 20352)
- 1984 – Stile libero (CGD)
- 1985 – Segui il tuo cuore (CGD)
- 1987 – Di questi tempi (CGD)
- 1988 – Bersaglio mobile (CGD)
- 1992 – Singoli (Ricordi)
- 1997 – Ho bisogno di parlare (CGD)
- 2006 – La vita nuova (Acquarello music)
- 2015 – Il bar del mondo (Acquarello music)
- 2016 – Canzoni ritrovate (Acquarello music)
- 2019 – Futuro improvviso (Acquarello music)
- 2024 – Edizione straordinaria (Acquarello music)

### Live
- 2022 – Gianni Togni Live (Acquarello music)

### Raccolte
- 1996 - Cari amori miei (CGD)

### Musical
- 1999 – Hollywood • Ritratto di un divo (CGD)

### Singoli
- 1975 - Come sempre/Forse (It, ZT 7059)
- 1977 – Ma tu non ci sei più/È con amore che ti parlo (Produttori Associati, PANP 3261)
- 1980 – Luna/Chissà se mi ritroverai (Paradiso, PRD 10212)
- 1981 – Semplice/Maperdio (Paradiso, PRD 10308)
- 1982 – Vivi/Quella volta che ho bevuto troppo (Paradiso, PRD 10394)
- 1984 – Giulia/Ti voglio dire (Paradiso, PRD 10588)
- 1984 – Se me ne andrò/Quello che mi va di fare (CGD)
- 1985 – Segui il tuo cuore/Che colpa ne ho (CGD)
- 1987 – Siamo una cosa sola/Un uomo tranquillo (CGD)
- 2003 – Giulia (Remix)
- 2004 – Luna (Remix)

## Colonne sonore
- 1984 – Dancing nella colonna sonora di Il futuro è donna[5]
- 2011 - Gianni Togni partecipa alla stesura della colonna sonora di Dark souls